# Michel Mertz
Pour les articles homonymes, voir Mertz.

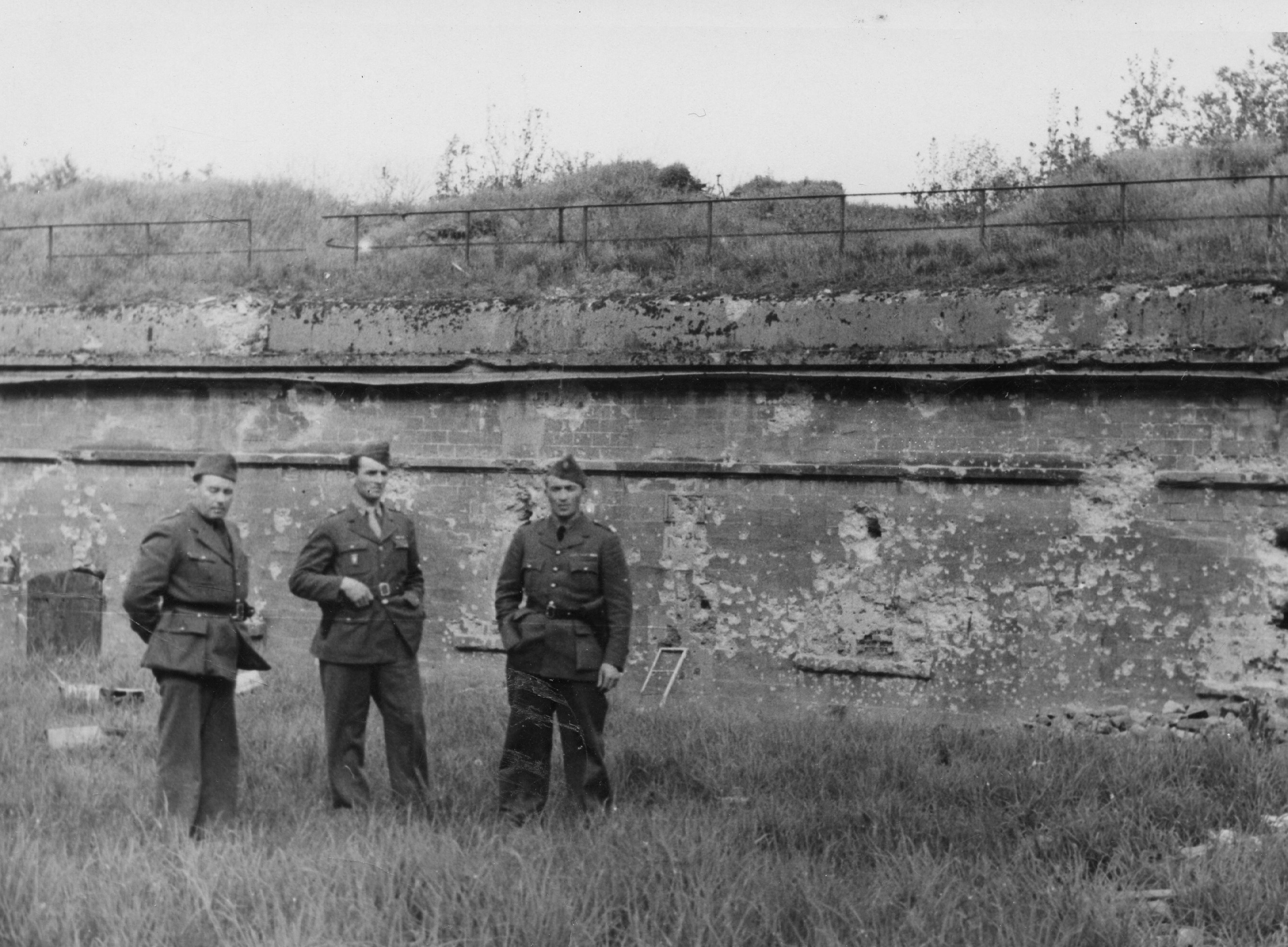

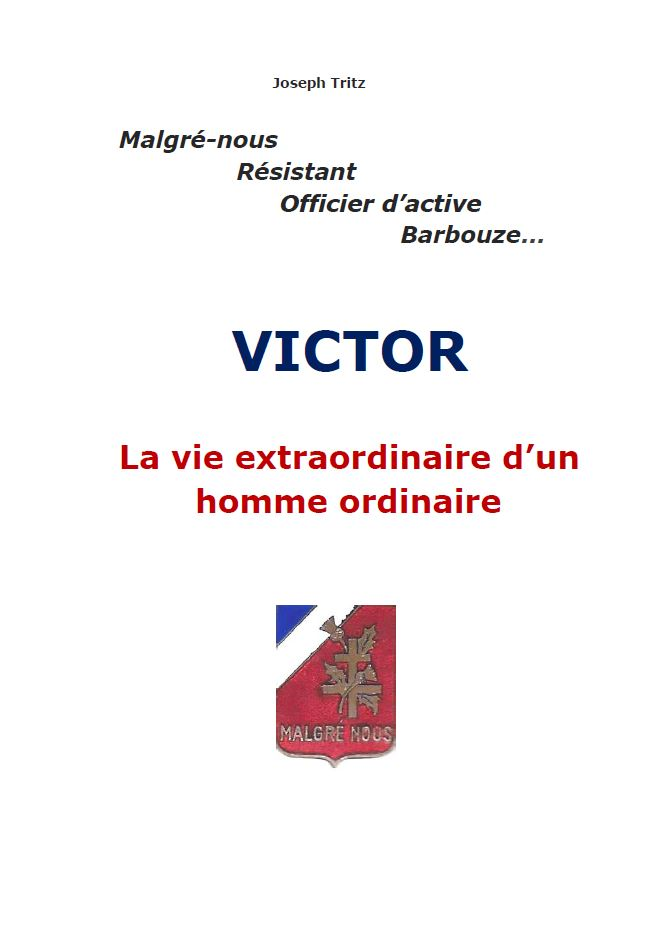
Joseph Tritz - Victor La vie extraordinaire d'un homme ordinaire

Michel Victor Mertz (20 avril 1920 - 15 janvier 1995) ancien membre des services secrets français passé dans le milieu du trafic de drogue, a fait parler de lui dans le cadre d'une théorie alternative de l'assassinat de John F. Kennedy.

## Biographie

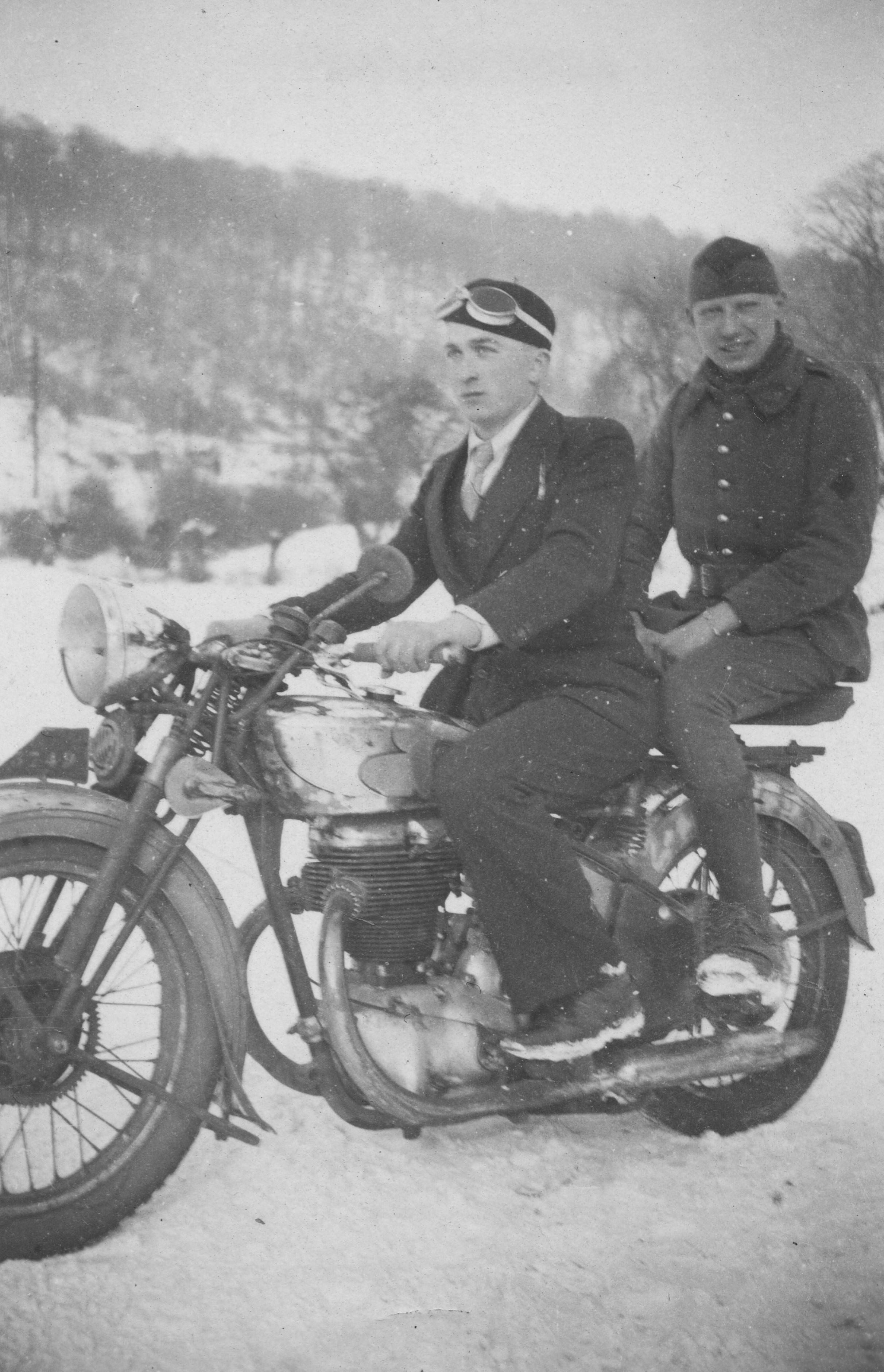

Michel Victor Mertz alias Michel Roux, est né, selon son dossier de combattant de la Résistance, le 20 avril 1920 a Waldwisse en Moselle. Son père Paul Mertz était messager personnel du général Siegfried Von La Chevallerie sur le front de l'Argonne durant la première guerre mondiale. Ayant passé sept ans dans l’armée prussienne, il est réputé très droit et très travailleur, mais aussi très dur avec son fils qui développe un caractère rebelle. Très jeune ,Victor aura une passion pour la chasse, d'abord des animaux , plus tard des hommes ... .Il braconne les lapins  à la sortie de l'école sur les terres des maîtres de forge . Il devient l'assistant préféré du chef de maintenance de la mine, et est de toutes les bagarres avec les enfants de mineurs italiens et polonais. Quand vient la mode des chaînes de vélos, il passe à la chaîne de moto...
En 1942, il part en Allemagne dans le cadre du STO. Il est mobilisé d'office comme tous les Mosellans et Alsaciens dans l'armée allemande le 15 janvier 1943. Il est envoyé à l’école de chars de Dresde comme sous-officier. Il fait très bonne impression sur le colonel, car il est le meilleur tireur du bataillon. La nuit, avant que son unité ne rejoigne le front de l'Est pour l’opération Barbarossa, il déserte, monte dans le train avec un faux ordre de permission et un Luger. Il rentre brièvement à la ferme Belle Croix et passe la ligne de démarcation. Le passeur dira que c'est Mertz qui l'a passé. 
Il  rejoint la Résistance. Sous le pseudonyme de commandant Baptiste, il devient chef de réseau dans la région de Limoges. Parlant parfaitement allemand et équipé d'une radio récupérée aux allemands, il écoute les ordres de ses anciens compagnons d'arme de la Wehrmacht et multiplie les embuscades. Incorporé dans l'armée française, il est blessé a l'épaule lors du passage de la Moselle par un sniper allemand.
Alors qu'il est encore en Allemagne, il a ses premiers contacts avec le monde de l'espionnage. Du 1er décembre 1942 au 15 novembre 1943, il est membre des FFC en qualité d'«agent P2 au réseau d'action R3 » Après guerre, en 1946, Mertz fait partie du Service de documentation extérieure et de contre-espionnage (SDECE). Il y multiplie les missions en Turquie, en Allemagne ainsi qu'au Maroc.

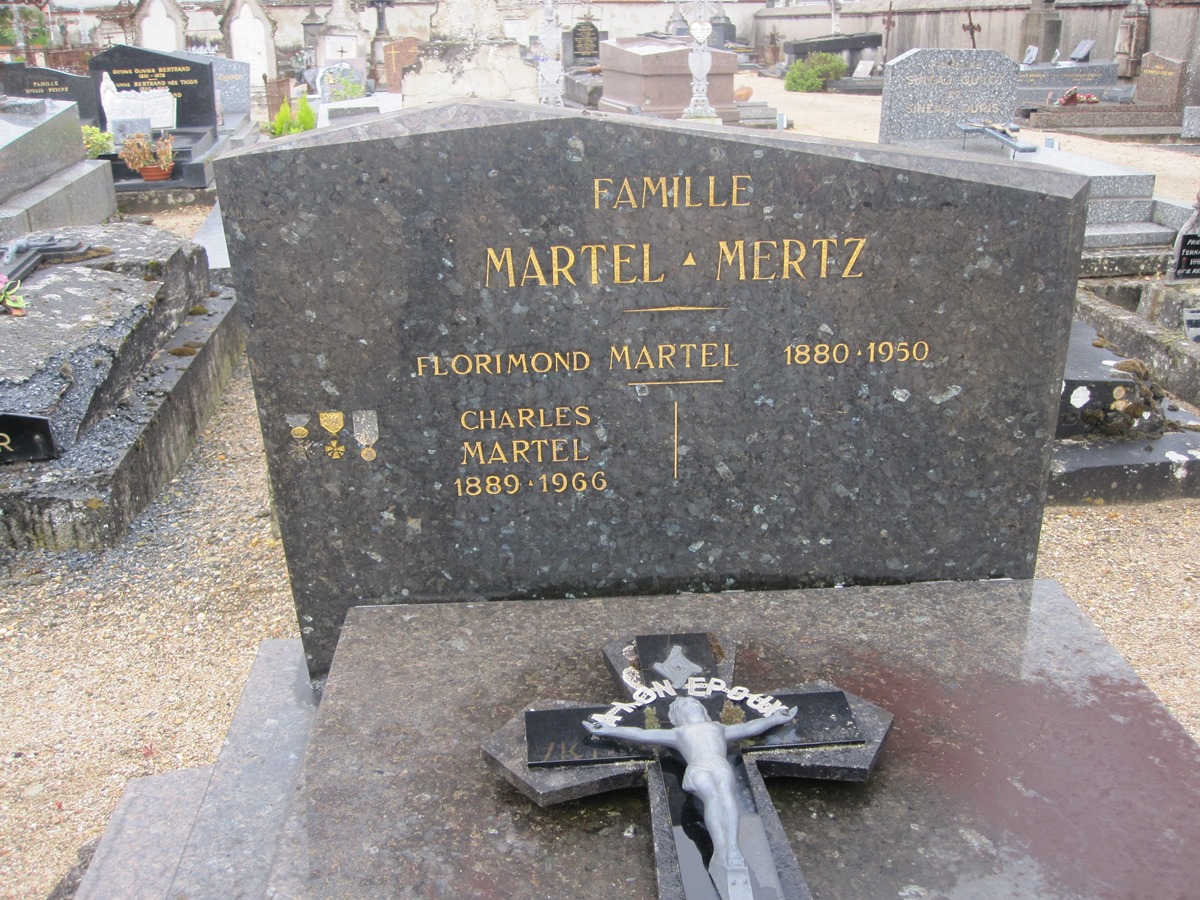
Tombe de Michel Mertz et de Charles Martel au cimetière de Sully-sur-Loire

À la fin des années 1940, il rencontre Charles Martel, grand seigneur du milieu parisien. Actionnaire du Sphynx et des champagnes Pommery, il possède un domaine de chasse d'un millier d'hectares en Sologne à Viglain, près de Sully-sur-Loire. Celui ci a été interné a Buchenwald  et vient de rentrer affaibli. De 1960 à 1961, il participe activement au trafic d'héroïne entre l'Amérique du Nord et la France (« French Connection »), sans qu'il soit pour autant sûr qu'il ait complètement rompu avec les services secrets français. C'est à ce titre qu'il se retrouve mis en cause dans une des théories sur l'assassinat de Kennedy.
Michel Mertz est mort a Orléans le 15 janvier 1995

## Le soupçon de participation à l'assassinat de Kennedy
En 1977, la publication d'un document de la CIA lance une polémique sur l'éventuelle participation de Jean Souètre, capitaine déserteur des commandos de l'air et ancien de l'OAS, à l'assassinat de John F. Kennedy. Ce document évoque en effet la possible présence de ce dernier à Dallas le vendredi 22 novembre 1963. Dix-huit heures après la mort du président américain, un français est arrêté à Fort Worth puis expulsé des États-Unis (vers le Canada ou le Mexique). La note précise même : « le sujet est soupçonné d'être un capitaine déserteur de l'armée française et militant de l'OAS ». Selon certaines sources, Jean Souètre était en contact avec les milieux de l'extrême-droite américaine (notamment le major général Edwin Walker), milieux qui « auraient financé l'OAS ». Toutefois, en 1988, le journaliste Steve Rivele découvre que Michel Mertz est un ancien « ennemi » de Jean Souètre. De plus, Mertz aurait été employé par les services secrets français pour infiltrer l'OAS, avant qu'il ne trempe dans le trafic de drogue. À cette occasion, il usurpe l'identité de Jean Souètre. Ce dernier reconnaît d'ailleurs volontiers que Mertz l'avait déjà compromis dans des affaires louches. On a également évoqué un certain « Michel Roux ». En tout cas, il semble que Jean Souètre ne se soit pas trouvé à Dallas ce 22 novembre 1963. Rivele parle ainsi d'une possible « piste canadienne » aboutissant à un Mertz basé à Montréal.
Selon l'écrivain et historien Lamar Waldron, John Kennedy a été victime d'un complot à Dallas avec une équipe de quatre tireurs dont deux positionnés sur le "Grassy knoll" (monticule herbeux). Il est possible selon Waldron que ce soit Michel Mertz qui ait tiré la balle fatale depuis cet endroit« The fatal headshot was almost certainly fired from the latter location (ndlr:Grassy knoll), possibly by a french drugtrafficker and assassin known as Michel Victor Mertz ». 

## La théorie de William Reymond
D'après le journaliste d'investigation français William Reymond, « en octobre 1963, Mertz apprend qu'une « opération chamois » (nom donné par l'OAS aux attentats avec fusil à lunette) est lancée contre Kennedy » (p. 446). Il aurait alors prévenu le SDECE qui l'aurait chargé de suivre le voyage de Kennedy au Texas en laissant des traces signées de Souètre, donc de l'OAS. « La raison de cette manipulation ? La crainte de nouveaux attentats contre de Gaulle durant ses voyages sur le continent américain, la tentative ratée de la Louisiane ayant prouvé la détermination de l'OAS à ne pas pardonner au président français. Sachant, grâce à Mertz, que d'anciens membres de l'OAS formés à Lake Pontchartrain allaient vraisemblablement participer à la mise à mort de Kennedy, le SDECE a monté de toutes pièces la présence de Souètre, détenant ainsi un moyen de pression sur l'OAS » (p. 449-450).

## «Malgré-nous, résistant, officier d’active, barbouze… Victor La vie extraordinaire d’un homme ordinaire»
En avril 2024, Joseph Tritz, cousin de Michel Victor Mertz publie à compte d’auteur un livre intitulé « Malgré-nous, résistant, officier d’active, barbouze… Victor La vie extraordinaire d’un homme ordinaire ».
On peut lire sur le site de l’association HSCO (Histoire Scientifique et Critique de l’Occupation) :
« Joseph TRITZ, membre de HSCO, nous présente le livre qu’il publie à compte d’auteur sur son cousin Victor MERTZ, dont la famille suivait de loin les aventures pendant la 2nde Guerre mondiale et dans les décennies qui ont suivi. Joseph TRITZ s’est attaché à mettre au jour les péripéties de la vie de son cousin, en suivant les traces qu’il a pu laisser dans les archives, dans la presse de l’époque et dans les souvenirs. Les exploits de MERTZ, ses légendes et ses mensonges, ont alimenté les paragraphes de beaucoup d’auteurs. De par sa proximité familiale, après une dizaine d’années de recherches et avec le croisement de plus de deux mille documents, Joseph TRITZ a essayé de démêler le vrai du faux. Il a pu constater que des faits assez extraordinaires étaient avérés, et, parallèlement, faire tomber certains aspects qui relevaient de la légende. »